# Кабинет Криструн Фростадоуттир
Кабинет Криструн Фростадоуттир — кабинет министров Исландии во главе с премьер-министром Криструн Фростадоуттир, председателем партии «Социал-демократический альянс», назначенный 21 декабря 2024 года по результатам парламентских выборов 30 ноября. Это коалиционное правительство большинства. В коалицию вошли «Социал-демократический альянс», партия «Возрождение» и Народная партия, получившие в альтинге (парламенте) 36 из 63 мандатов. Сменил коалиционное правительство под руководством премьер-министра Бьярни Бенедиктссона, председателя Партии независимости, в которое входили Прогрессивная партия и «Лево-зелёное движение». 
Общее число министров сокращено с 12 до 11.
Это 36-е правительство с 17 июня 1944 года, когда Исландия была провозглашена республикой.
Новое правительство сформировано без участия хотя бы одной из правящих в предыдущий избирательный срок партий. Такое случалось только дважды в истории республики, если исключить недолговечные однопартийные правительства меньшинства, которые обычно существовали только до выборов после краха предыдущего правительства.
36-летняя Криструн Фростадоуттир стала самым молодым премьер-министром в истории Исландии и самым молодым действующим премьер-министром в мире. Эйнару Адноурссону было 35 лет в 1915 году, когда он стал министром по делам Исландии в составе правительства Дании. 
Впервые в истории Исландии председателями всех трёх правящих партий стали женщины: Криструн Фростадоуттир («Социал-демократический альянс», Инга Сайланд (Народная партия) и Торгердюр Катрин Гюннарсдоуттир («Возрождение»).

## Предыстория
После парламентских выборов 28 октября 2017 года, президент Гвюдни Йоуханнессон дал мандат на формирование правительства Катрин Якобсдоуттир, лидеру «Лево-зелёного движения». Была сформирована коалиция, в которую вошли «Лево-зелёное движение», консервативная Партия независимости и правоцентристская Прогрессивная партия. 30 ноября сформировано коалиционное правительство под руководством премьер-министра Катрин Якобсдоуттир.
Коалиция осталась у власти после парламентских выборов 25 сентября 2021 года. 28 ноября сформировано коалиционное правительство под руководством премьер-министра Катрин Якобсдоуттир.
9 апреля 2024 года Катрин Якобсдоуттир ушла в отставку для участия в президентских выборах 1 июня. Сформировано коалиционное правительство под руководством премьер-министра Бьярни Бенедиктссона, лидера Партии независимости.
13 октября премьер-министр Бьярни Бенедиктссон объявил о распаде коалиции из-за разногласий по поводу политики в отношении просителей убежища и видения будущего энергоэффективности, попросил президента Хадлу Тоумасдоуттир распустить альтинг и назначить выборы на 30 ноября.
По результатам выборов правящие партии (Партия независимости, Прогрессивная партия, «Лево-зелёное движение») потеряли в сумме 23,1 % голосов и 18 мест в альтинге. «Лево-зелёное движение» лишилось мест в альтинге. Партия независимости получила наименьшее число мест за свою историю.
«Социал-демократический альянс» получил наибольшую поддержку избирателей — 20,8 % голосов и увеличил представительство в альтинге с 6 до 15 мест.
3 декабря президент Хадла Тоумасдоуттир вручила мандат на формирование правительства Криструн Фростадоуттир, председателю партии «Социал-демократический альянс». Криструн Фростадоуттир начала переговоры с «Возрождением» и Народной партией.
Кабинет Криструн Фростадоуттир начал работу 21 декабря.

## Распределение портфелей
|  | «Социал-демократический альянс» | 4 |
|  | «Возрождение»                   | 4 |
|  | Народная партия                 | 3 |

## Состав
| Пост                                              | Имя                                | Портрет | Период                          | Партия                          |
| ------------------------------------------------- | ---------------------------------- | ------- | ------------------------------- | ------------------------------- |
| Премьер-министр                                   | Криструн Фростадоуттир             |         | с 21 декабря 2024               | «Социал-демократический альянс» |
| Министр иностранных дел                           | Торгердюр Катрин Гюннарсдоуттир    |         | с 21 декабря 2024               | «Возрождение»                   |
| Министр социальных и жилищных дел                 | Инга Сайланд                       |         | с 21 декабря 2024               | Народная партия                 |
| Министр промышленности                            | Ханна Катрин Фридрихссон           |         | с 21 декабря 2024               | «Возрождение»                   |
| Министр культуры, инноваций и высшего образования | Логи Эйнарссон                     |         | с 21 декабря 2024               | «Социал-демократический альянс» |
| Министр юстиции                                   | Торбьёрг Сигридюр Гюннлёйгсдоуттир |         | с 21 декабря 2024               | «Возрождение»                   |
| Министр образования и по делам детей              | Аустильдюр Лоуа Тоурсдоуттир       |         | 21 декабря 2024 — 23 марта 2025 | Народная партия                 |
| Министр образования и по делам детей              | Гвюдмюндюр Инги Кристинссон        |         | с 23 марта 2025                 | Народная партия                 |
| Министр коммуникаций и местного самоуправления    | Эйоульвюр Аурманнссон              |         | с 21 декабря 2024               | Народная партия                 |
| Министр окружающей среды, энергетики и климата    | Йоуханн Паудль Йоуханнссон         |         | с 21 декабря 2024               | «Социал-демократический альянс» |
| Министр здравоохранения                           | Альма Мёллер                       |         | с 21 декабря 2024               | «Социал-демократический альянс» |
| Министр финансов и экономики                      | Дади Маур Кристоверссон            |         | с 21 декабря 2024               | «Возрождение»                   |